# 신촌 나들목
신촌 나들목(Sinchon IC)은 경기도 광주시 곤지암읍 신촌리에 설치될 예정인 수도권제2순환고속도로의 교차로이다. 2026년에 개통될 예정이다.

## 연혁
- 2020년 2월 24일 : 2026년까지 수도권제2순환고속도로 양평 ~ 이천 구간 건설을 위해 광주시 도시계획시설 교통광장 곤지암읍 신촌리 일원을 신촌 나들목으로 고시[1]

## 구조물 정보
- 위치 : 경기도 광주시 곤지암읍 신촌리

## 접속하는 도로
- 경충대로